# Elecciones a los cabildos insulares de Canarias de 2011
Las elecciones a los cabildos insulares de Canarias se celebraron en toda la comunidad autónoma canaria el 22 de mayo del 2011, coincidiendo con las votaciones autonómicas y municipales.

## Consejeros por islas
El reparto de consejeros por Cabildo es el siguiente:
| Circ  | CC  | PP  | PSOE | Nca | PIL | PPM | AMF | A25M | Presidente electo | Presidente electo         |
| Circ  | Dip | Dip | Dip  | Dip | Dip | Dip | Dip | Dip  | Presidente electo | Presidente electo         |
| ----- | --- | --- | ---- | --- | --- | --- | --- | ---- | ----------------- | ------------------------- |
| EH    | 6   | 2   | 5    |     |     |     |     |      |                   | Alpidio Armas (PSOE)      |
| FV    | 9   | 5   | 4    |     |     | 3   | 2   |      |                   | Mario Cabrera (CC)        |
| GC    | 3   | 14  | 7    | 5   |     |     |     |      |                   | J.M. Bravo de Laguna (PP) |
| LG    | 2   | 5   | 10   |     |     |     |     |      |                   | Casimiro Curbelo (PSOE)   |
| LP    | 9   | 6   | 6    |     |     |     |     |      |                   | G. González Taño (CC)     |
| LZ    | 9   | 6   | 4    |     | 3   |     |     | 1    |                   | Pedro San Ginés (CC)      |
| TF    | 15  | 9   | 7    |     |     |     |     |      |                   | Ricardo Melchior (CC)     |
| Total | 53  | 47  | 43   | 5   | 3   | 3   | 2   | 1    |                   |                           |

Coalición Canaria fue el partido que más consejeros y cabildos ganó, consiguiendo el control de 5 de las 7 islas. El Partido Popular fue la primera fuerza en votos y la segunda en número de consejeros, pero solo consiguió el gobierno del Cabildo Insular de Gran Canaria. El Partido Socialista Obrero Español fue la tercera en votos y consejeros y solo consiguió revalidar el Cabildo Insular de La Gomera. Estos tres partidos políticos consiguieron representación en todas las islas. Solo en La Gomera el partido ganador consiguió la mayoría absoluta. 
En septiembre de 2011 un pacto entre PSOE y PP desaloja a Agrupación Herreña Independiente (Coaligada a CC) del Cabildo Insular de El Hierro tras dieciséis años en el podery rompiendo así el pacto entre socialistas y nacionalistas en la isla. En 2013, también un pacto entre PSOE y PP saca a Coalición Canaria del Cabildo Insular de La Palma.